# Ocellularia poncinsiana
Ocellularia poncinsiana är en lavart som beskrevs av Auguste-Marie Hue 1916. 
Ocellularia poncinsiana ingår i släktet Ocellularia och familjen Thelotremataceae. Inga underarter finns listade i Catalogue of Life.